# Montbrun (Lozère)
Pour les articles homonymes, voir Montbrun.
Montbrun est une ancienne commune française, située dans le département de la Lozère en région Occitanie. Ses habitants sont appelés les Montbrunels.
Le 1er janvier 2017, les communes de Montbrun, Quézac et Sainte-Enimie deviennent des communes déléguées de la commune nouvelle Gorges du Tarn Causses

## Géographie

### Localisation
Le village de Montbrun est situé sur le Tarn à l'entrée des gorges éponymes.

### Communes limitrophes
| Sainte-Enimie (Gorges du Tarn Causses) | Quézac (Gorges du Tarn Causses) |                       |
| Mas-Saint-Chély                        | Montbrun                        | Florac Trois Rivières |
| Hures-la-Parade                        | Vebron                          |                       |

## Histoire
La commune a été créée en 1837 par détachement de Quézac.
Le hameau de Montbrun est attesté dès le XIe siècle, époque a laquelle il dépend de la paroisse de Quezac. Sa minuscule seigneurie est partagée entre la famille des chevaliers de Montbrun et celle des écuyers du Puy, établis en la paroisse de Saint Roman. Vassales des Chateauneuf de Randon, une des plus puissantes familles du Gévaudan, puis des évêques de Mende, ces familles se déchirent au moment des guerres de Religion. Plusieurs fois pillée (1562,1567,1579,1587) elle souffre successivement de l'occupation des troupes de Mathieu Merle, qui encaisse la dime et ruine les catholiques, puis des mercenaires du duc de Joyeuse, qui incendient les maisons des protestants. Implantée sur les limites des territoires catholiques et protestants, elle ne se remet que lentement des ravages du XVIe siècle. La révocation de l'édit de Nantes (1685) porte un coup décisif à sa petite communauté huguenote. Fief catholique, plusieurs de ses habitants participent sous la Révolution aux manœuvres du notaire Charrier qui à la tête de la chouannerie lozérienne, s'empare de Mende. Sous l'Empire, plusieurs conscrits désertent du 28eme léger et sont poursuivis par la gendarmerie. La fin de l'Empire apporte la paix. Commune devenue républicaine, Montbrun perd 24 de ses fils lors de la Grande Guerre.
Le 1er janvier 2017, les communes de Montbrun, Quézac et Sainte-Enimie deviennent des communes déléguées de la commune nouvelle Gorges du Tarn Causses,.

## Politique et administration
| Période | Période | Identité             | Étiquette | Qualité |
| ------- | ------- | -------------------- | --------- | ------- |
| 1838    | 1878    | Jean-Baptiste Boudon |           |         |
| 1878    | 1882    | Jean-Baptiste Boutin |           |         |
| 1882    | 1888    | Étienne Saint-Pierre |           |         |
| 1888    | 1892    | Justin Saint-Pierre  |           |         |
| 1892    | 1900    | Justin Saint-Pierre  |           |         |
| 1900    | 1903    | Pierre Rolland       |           |         |
| 1903    | 1910    | Jean Baptiste Boutin |           |         |
| 1910    | 1911    | Louis Delon          |           |         |
| 1911    | 1912    | Mr Boudon            |           |         |
| 1912    | 1915    | Léon Boutin          |           |         |
| 1915    | 1918    | Mr Bazalgette        |           |         |
| 1918    | 1938    | Léon Boutin          |           |         |
| 1941    | 1944    | Justin Saint-Pierre  |           |         |
| 1944    | 1945    | Gaston Grousset      |           |         |
| 1945    | 1947    | Abel Saint-Pierre    |           |         |
| 1947    | 1963    | Gaston Grousset      |           |         |
| 1963    | 1971    | Lucien Delon         |           |         |
| 1971    | 1977    | Raymond Boyer        |           |         |
| 1977    | 1995    | Michel Fortuné       |           |         |
| 1995    | 2005    | Marcel Saint-Pierre  |           |         |
| 2005    | 2015    | Régine Gerbail       |           |         |
| 2015    | 2016    | Jean-Luc Michel      |           |         |

| Période | Période  | Identité        | Étiquette | Qualité |
| ------- | -------- | --------------- | --------- | ------- |
| 2017    | En cours | Jean-Luc Michel |           |         |

## Démographie

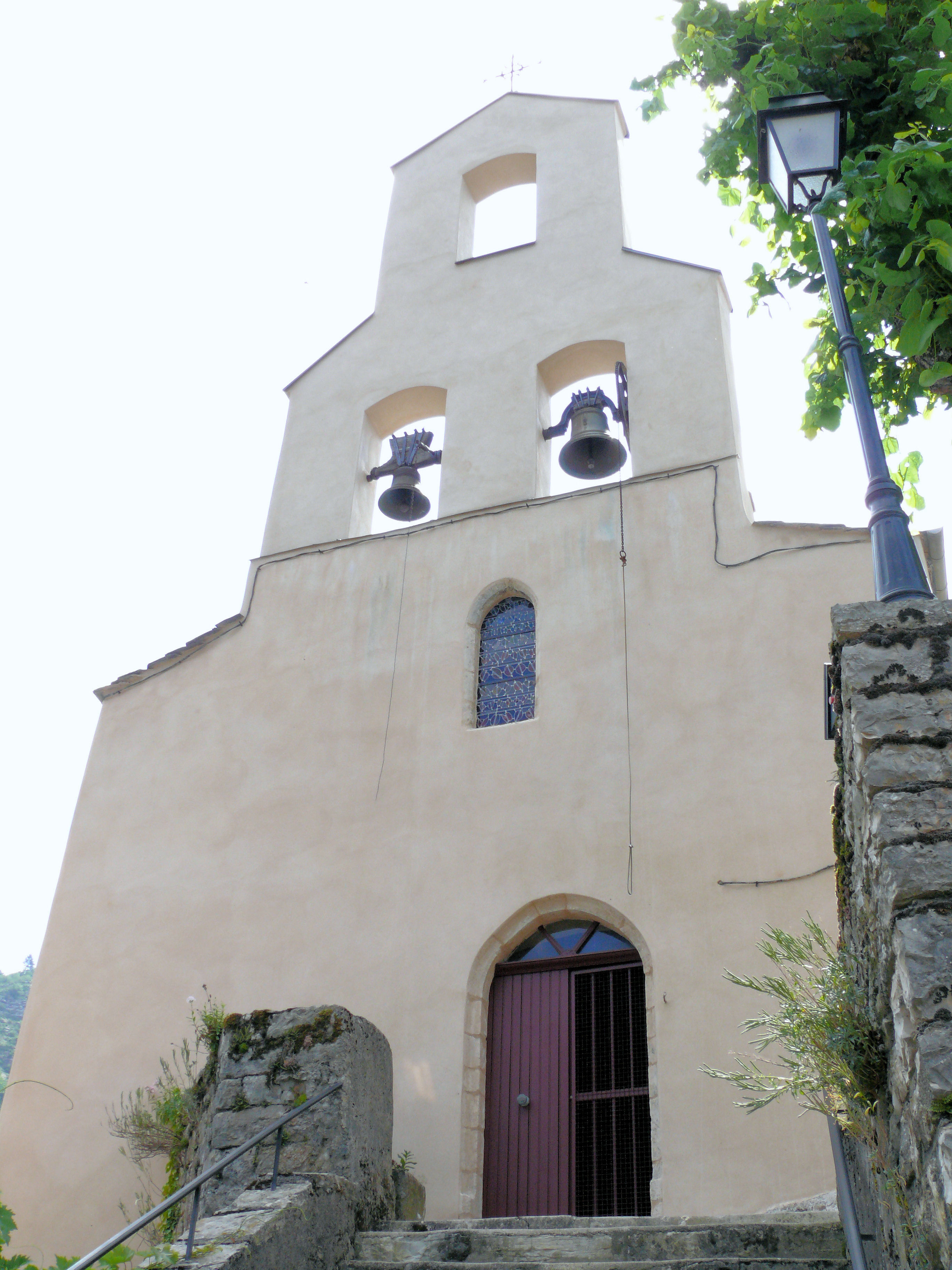
Église Saint-Pierre-et-Saint-Paul de Montbrun.

L'évolution du nombre d'habitants est connue à travers les recensements de la population effectués dans la commune depuis 1836. À partir du 1er janvier 2009, les populations légales des communes sont publiées annuellement dans le cadre d'un recensement qui repose désormais sur une collecte d'information annuelle, concernant successivement tous les territoires communaux au cours d'une période de cinq ans. 
Pour les communes de moins de 10 000 habitants, une enquête de recensement portant sur toute la population est réalisée tous les cinq ans, les populations légales des années intermédiaires étant quant à elles estimées par interpolation ou extrapolation. Pour la commune, le premier recensement exhaustif entrant dans le cadre du nouveau dispositif a été réalisé en 2004,.
En 2014, la commune comptait 109 habitants, en évolution de +26,74 % par rapport à 2009 (Lozère : −1,04 %, France hors Mayotte : +2,49 %).
| 1836 | 1841 | 1846 | 1851 | 1856 | 1861 | 1866 | 1872 | 1876 |
| ---- | ---- | ---- | ---- | ---- | ---- | ---- | ---- | ---- |
| 400  | 389  | 461  | 498  | 433  | 431  | 431  | 378  | 434  |

| 1881 | 1886 | 1891 | 1896 | 1901 | 1906 | 1911 | 1921 | 1926 |
| ---- | ---- | ---- | ---- | ---- | ---- | ---- | ---- | ---- |
| 459  | 422  | 402  | 361  | 359  | 385  | 318  | 307  | 305  |

| 1931 | 1936 | 1946 | 1954 | 1962 | 1968 | 1975 | 1982 | 1990 |
| ---- | ---- | ---- | ---- | ---- | ---- | ---- | ---- | ---- |
| 314  | 226  | 203  | 120  | 88   | 84   | 73   | 72   | 72   |

| 1999 | 2004 | 2009 | 2014 | - | - | - | - | - |
| ---- | ---- | ---- | ---- | - | - | - | - | - |
| 71   | 84   | 86   | 109  | - | - | - | - | - |

## Lieux et monuments
- Église Saint-Pierre-et-Saint-Paul de Montbrun.

## Personnalités liées à la commune
- Les cendres du préfet Claude Érignac, né à Mende en 1937 et assassiné à Ajaccio en 1998, reposent dans une maison de Montbrun[9],[10].